# MyHeritage
32° 1′ 18.02″ N 34° 51′ 33.13″ E / 32.0216722° С; 34.8592028° И
MyHeritage је сајт за откривање, дељење и очувања породичну историју. Она нуди онлајн, мобилнe и софтверске платформе својим корисницима широм света. Корисници могу да праве сопственo онлајн породично стабло, могу тражити претке међу милијардама историјских извора, акцији и сачувати фотографије и видео-снимке, док су открили и повезивање са новим рођацима.